# Coëvrons
Les Coëvrons constituent un ensemble collinaire orienté nord-est / sud-ouest au nord d'Évron, entre Bas-Maine et Haut-Maine, dont le point culminant est le mont Rochard (357 m d'altitude). C'est de ce relief relevant du Massif armoricain que Paris tira en partie le porphyre de ses pavés.

## Toponymie
Le massif est connu dès le Moyen Âge, sous des formes diverses : Capella Sanctæ Trinitatis de Couevron (archives de la Sarthe), Montem Crebuon (cartulaire d'Évron) en 989, Sylva de Coesvrons (cartulaire d'Évron) en 1219, In memore de Coivronio (cartulaire de Champagne) en 1222, Couevrons (Louis-Julien Morin de la Beauluère) en 1327, les landes des Couevrons (aveu de Sillé) en 1672, et Les montagnes des Couesvrons (Hubert Jaillot) en 1706[réf. nécessaire].
Origine sans doute gauloise (*caito > ceto- & *bronnio : « mamelon boisé »)[réf. nécessaire]. Albert Dauzat n'a pas traité ce toponyme, le considérant sans doute comme obscur.

## Géographie

### Situation, topographie
La chaîne se trouve limitée, au nord comme au sud, par deux vallées anciennes, profondes, creusées par deux cours d'eau disparus dont l'emplacement primitif n'est plus représenté que par des tronçons de divers ruisseaux : tels sont, au nord de la chaîne, le ruisseau des Defais, entre Cordé et Quincampoix (Sarthe) ; l'Orthe, entre le bois de la Foutelaie et Saint-Pierre ; l'Erve, depuis Vimarcé jusqu'à Assé-le-Bérenger ; enfin, au sud, les ruisseaux de Voutré et de la Vègre, qui sont dans le prolongement l'un de l'autre mais qui coulent en sens inverse et ne sont séparés à leur point d'origine que par un seuil sans importance. La direction de cette dernière vallée est facile à suivre jusqu'à Sillé où on la retrouve très nette entre cette ville et la butte d'Oigny, et aussi encore plus à l'est ; elle a d'ailleurs été utilisée pour le tracé du chemin de fer de Laval au Mans, lequel profite de cette dépression pour sortir du Massif armoricain et déboucher dans la plaine oolithique de Conlie (Champagne). Le fond des deux vallées servant de limite nord et sud aux Coëvrons est à un niveau très inférieur par rapport au sommet de la chaîne ; la différence d'altitude varie entre 130 m et 170 m.
- Ces vallées sont dominées du côté opposé à la chaîne par des hauteurs formant autour de celle-ci une sorte de ceinture continue. Ce sont : la crête de Cordé (169 m), celle de Mont-Saint-Jean (191 m, 243 m) ; le bois du Querray (219 m) ; la suite de collines allant de Saint-Martin-de-Connée au bois de Crun, sur le parcours desquelles se trouvent le mont Rottu (299 m) et le mont du Feu (297 m). À partir du bois de Crun (285 m), la crête revient brusquement vers le sud pour former les rochers de la Grippe (312 m) et du roc d'Enfer, qui s'élèvent à l'est au-dessus du bas-fond des Galinières et d'Assé-le-Bérenger, d'où on a une très belle vue de la croupe terminale des Coëvrons, qui dépasse de 169 m le niveau de la vallée de l'Erve.
- À partir de la Grippe, les sommets s'atténuent, mais on suit encore cependant la trace des collines grâce aux hauteurs des Rondins (169 m) et de Peutiballe (210 m).
- Après avoir passé l'Erve à la Crousille, on retrouve la chaîne, mieux caractérisée, avec la butte de Clougautier (190 m) et de Hucheloup (210 m) ; avec celles qui dominent au sud le bourg de Rouessé-Vassé ; et plus loin encore, après avoir traversé la coupure de la Vègre, à la butte d'Oigny.

Le point culminant se trouve à l'ouest, le mont Rochard qui culmine à 357 m d'altitude.

### Hydrographie
- Le ruisseau des Coëvrons, né à la limite de Vimarcé et de Saint-Georges-sur-Erve, se jette dans l'Erve en Saint-Georges. Longueur : 1872 m.
- L'Erve
- L'Ouette
- La Vandelle
- L'Orthe
- La Vègre

### Géologie
La constitution géologique des Coëvrons en explique clairement le modelé.
- La chaîne est constituée par un synclinal dont les assises, en forme de tuiles faîtières, s'emboîtent régulièrement les unes dans les autres ; elles augmentent en nombre en s'avançant vers le nord-est, et leurs côtés s'écartent pour permettre aux couches plus récentes d'y prendre place. C'est ainsi qu'on y rencontre, en partant du Roc-d'enfer, en Assé-le-Bérenger, et en se rendant aux Tuileries (sud de Montreuil-le-Chétif), la succession la plus complète qui existe dans le Massif armoricain des séries cambrienne, ordovicienne et gothlandienne.
- La chaîne des Coëvrons est constituée en majeure partie par des grès, des petrosilex, des brèches de porphyrites et des poudingues avec galets de porphyre indiquant une activité volcanique contemporaine de ces dépôts ; enfin par des quartzophyllades. Ces roches, grâce à la résistance qu'elles ont opposée à l'érosion, sont restées en saillie, tandis que les schistes et les calcaires qui les entourent ont pu être facilement entamés (ceux-ci, en effet, coïncidant avec les vallées qui limitent cette chaîne au nord et au sud). Enfin, la série de collines qui enserre le tout correspond à une bande de poudingue pourpré (base du Cambrien) qui, par suite de la cohésion de ses éléments, a conservé une partie de son relief primitif.
- Les deux flancs du synclinal des Coëvrons étant dissymétriques (au point de vue de l'épaisseur des assises qui le constituent), et celui du sud étant moins gréseux que celui du nord, il en est résulté une inégalité dans le démantèlement des deux versants, entraînant comme conséquence une différence dans le degré de pente de chacun d'eux : celui du nord étant plus abrupt que celui du sud. Toutefois, ce caractère disparaît vers l'est, le flanc sud y étant consolidé par le grès armoricain de l'Hôpiteau et du bois de Pezé.
- La partie culminante de la chaîne est occupée par des roches de différentes natures ; c'est ainsi que le signal de Voutré et des sources (292 m) est constitué par des grès ; que le point le plus élevé de la chaîne (Pierre-des-sept-églises) est en brèche petrosiliceuse ; puis que le grès réapparaît de nouveau dans le bois de Courtaliéru et dans toute la partie nord de la forêt de Sillé.
- Un trait particulier à cette chaîne, c'est d'être accompagnée au nord, du côté des vallées de l'Erve et de l'Orthe, par une série de monticules arrondis, qui tantôt sont accolés à la chaîne sous forme de contreforts (Monturbeau 245 m, Montafilou 223 m, la Cerclerie 299 m, le bois d'Orthe 242 m) ; tantôt s'élèvent en petites buttes au milieu de la vallée, ainsi qu'on le voit entre Assé et Foulletorte, au Tertre (Vimarcé), à Courtaliéru (176 m), entre Vimarcé et Saint-Pierre, ou encore plus à l'est vers La Boissière. Ces buttes sont le résultat de plis secondaires dans les schistes zonés cambriens et les calcaires du même âge qui les accompagnent ; les couches, peu relevées et très ondulées, constituent une série de petits dômes devenus incomplets par suite de l'ablation d'un de leurs flancs, mais dont la structure initiale se trouve encore nettement indiquée.

### Faune et flore
- Bois de La Charnie, bois de Crun
- Pique-prune, chevreuils, sangliers.

## Histoire
Les grès des Sources et de Courtaliéru ont été exploités par la Société des carrières de l'Ouest comme pavés, principalement pour les rues de Paris, puis cette exploitation s'est déportée dans la Charnie près de Torcé-Viviers-en-Charnie (Tertre-Blanc, Gros-Fouteau) et à Sainte-Suzanne (Le Pont-neuf) ; cette dernière carrière a été désaffectée en 1939, où elle occupait encore 30 à 40 ouvriers carriers.
Au-delà de la chaîne de collines, nettement circonscrite, qui s'étend du signal de Voutré à Montreuil-le-Chétif, le terme Coëvrons désigne aussi aujourd'hui plus généralement la région d'Évron. Ainsi le syndicat à vocation économique et touristique des Coëvrons (SVET) a exercé de 1966 à 2012 sa compétence sur les cantons de Bais, d'Évron, de Montsûrs et de Sainte-Suzanne. Une nouvelle communauté de communes a vu le jour, sur le même périmètre, le 1er janvier 2013 sous le nom de Communauté de communes des Coëvrons.

## Activités
Sur le versant sud des Coëvrons, à Voutré, au lieu-dit La Kabylie, est exploitée une importante carrière reliée à la route et à la voie ferrée Laval - Le Mans. On y exploite une brèche de pétrosilex et de porphyrite, qui servirent à la fabrication du macadam ou pour constituer le ballast des voies de chemin de fer ; les petits éclats provenant du cassage de la pierre étaient autrefois utilisés pour épandre à la surface des pavés de bois. Cette carrière, complétée par celle de la Massotrie exploitée actuellement, fournit aujourd'hui d'excellents matériaux pour la construction et la réparation des routes et autoroutes, ainsi que des voies ferrées de RFF (Réseau ferré de France).